# François Davoine
François Davoine, né le 17 juin 1928 à Marcenat (Cantal) et mort le 26 février 1994 à Lagny-sur-Marne, est un universitaire français.

## Biographie

### Études
Diplômé Docteur ès Sciences, François Davoine soutient en 1957 une thèse sur l'émission électronique secondaire des métaux soumis à des contraintes mécaniques,.

### Carrière universitaire
Professeur à l'INSA de Lyon de 1962 à 1966, et professeur invité à l'Université Laval à Québec entre 1965 et 1966, il est ensuite directeur de l'école des Mines de Nancy entre 1966 et 1971.
Il occupe le poste de conseiller scientifique près l'ambassade de France à Ottawa de 1971 à 1974, et près l'ambassade de Washington de 1974 à 1977.
Il est alors professeur titulaire de la chaire de physique des solides au Conservatoire national des arts et métiers (CNAM), et préside la Commission de la Recherche Scientifique au CNAM, depuis sa création.
Parallèlement, il assure les fonctions de conseiller scientifique au Ministère des Universités, Mission de la Recherche (1977-1981) et conseiller scientifique au Ministère des Affaires Étrangères (1977-1993). Il participe à partir de 1976 au comité que l'Association Bernard-Gregory crée pour l'insertion des jeunes docteurs.

### Décorations
Promu Officier des Palmes Académiques en 1981 et Officier de la Légion d'honneur en 1993.